# Recipient
Recipient används om någon som skall antagas som medlem av vissa ordenssällskap. Ordet har sitt ursprung i ackusativformen recipientem av presens participet recipiens. Recipient betyder sålunda "den emottagande". På tyska heter det rezipient, på franska récipient och på engelska recipient.
Ibland förekommer även varianten recipiend, som har sitt ursprung i gerundivumformen recipiendus av latinets reci'pere (emottaga), och betyder "han, som bör emottagas". Det är en nybildning som bara förekommer i Sverige, men inte officiellt. Språkhistoriskt är det  formen med ”t” som är den äldsta i svenskan, vilket framgår av Svenska Akademiens ordbok (SAOB) eller Nationalencyklopedins ordbok (NEO). Det första belägget för formen ”recipient” anges i SAOB till 1736, medan det första belägget för d-formen inte är äldre än 1845.  

## Fotnoter
1. ↑  ”Recipiend”. Uppslagsbok för alla. 1910. https://runeberg.org/uppsalla/0686.html.
2. ↑   Svenska Frimurare Ordens allmänna lagar. 2017. sid. 119. Läst 28 februari 2024